# Topoteel
Topoteel är en ort i Mexiko.   Den ligger i kommunen Chilón och delstaten Chiapas, i den sydöstra delen av landet, 800 km öster om huvudstaden Mexico City. Topoteel ligger 1 232 meter över havet och antalet invånare är 126.
Terrängen runt Topoteel är kuperad. Runt Topoteel är det glesbefolkat, med 16 invånare per kvadratkilometer. Närmaste större samhälle är Yajalón, 18,1 km norr om Topoteel. I omgivningarna runt Topoteel växer i huvudsak städsegrön lövskog.